# Markus Kiesenebner
Markus Kiesenebner (* 21. April 1979 in Linz) ist ein ehemaliger österreichischer Fußball-Nationalspieler. 2009 musste er aufgrund einer schweren Knieverletzung seine aktive Karriere beenden. Markus Kiesenebner gründete im Jahr 2009 MKI International Holding. Er ist auch Direktor von MK&P und Vorstand der Austria Independent Group.

## Club-Karriere

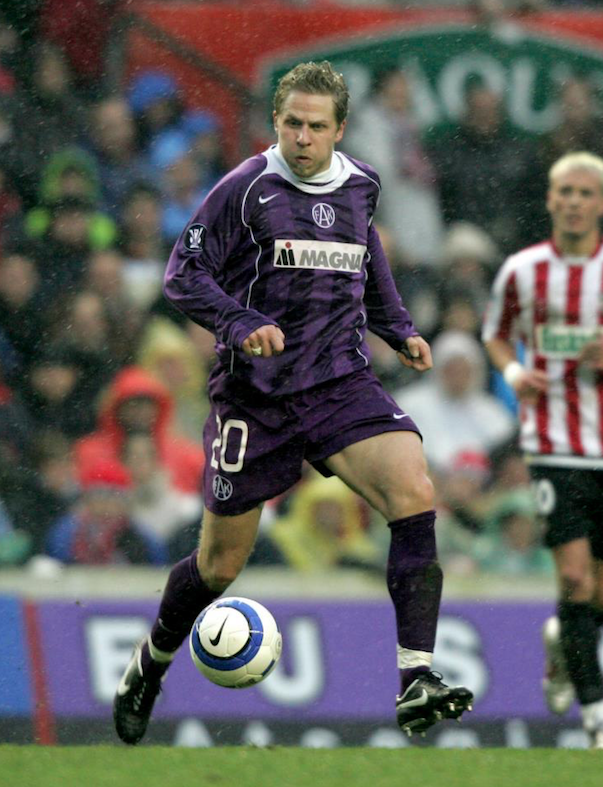
Markus Kiesenebner - UEFA Cup 2004/2005 - Athletic Bilbao

Markus Kiesenebner begann seine Karriere in der Jugendmannschaft des USW Babenberg. Seine nächsten Stationen waren der FC Linz und schließlich der LASK Linz, wo er auch 1999 sein Bundesligadebüt gab. Bereits Markus’ Vater Karl Kiesenebner war ein erfolgreicher Erstliga-Spieler beim LASK gewesen. Markus Kiesenebner wechselte im Jahr 2001 zum FK Austria Wien. Im Jahr 2002–03 wurde er von Austria Wien an den SV Pasching verliehen und er half dem SV Pasching sich zum ersten Mal für den UEFA Cup zu qualifizieren. Auch im UI Cup Wettbewerb waren sie sehr erfolgreich. Mit einem 4:0-Heimsieg im Paschinger Waldstadion und einem 1:1 auswärts gegen den SV Werder Bremen erreichten sie das UI-Cup-Finale gegen den FC Schalke 04. Markus Kiesenebner erzielte mit seinem Tor den Ausgleich beim 1:1 in Bremen.
Aufgrund dieser Erfolge und Leistungen wurde Markus Kiesenebner wieder von Austria Wien zurückbeordert. Er spielte für Austria Wien als defensiver Mittelfeldspieler, wurde 2006 österreichischer Meister und ÖFB-Cup-Sieger. International, in der Saison 2004/05, spielte er mit Austria Wien in der UEFA-Pokal-Gruppenphase gegen Dnipro Dnipropetrovsk, Real Zaragoza, Club Brugge und Utrecht. Austria Wien erreichte das UEFA-Pokal-Viertelfinale mit fantastischen Siegen gegen Athletic Bilbao und Real Zaragoza, scheiterte aber gegen den FC Parma und verpasste damit den Aufstieg ins Halbfinale gegen ZSKA Moskau. (UEFA-Cup-Sieger 2004–2005)

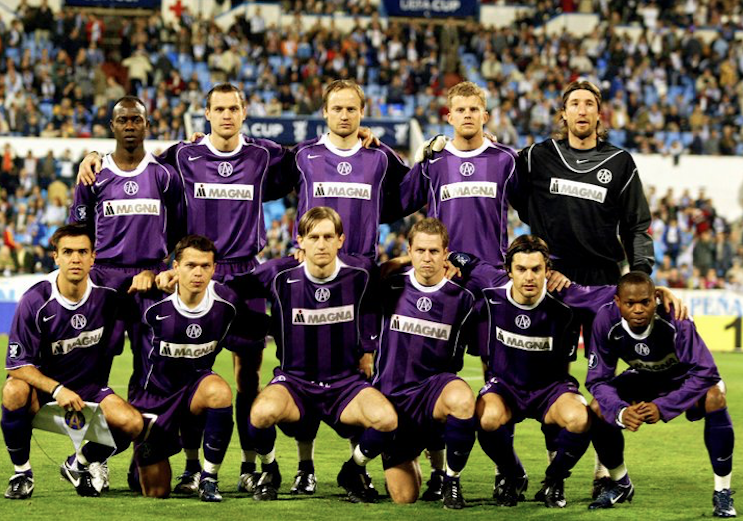
Europäischer UEFA Cup 2004/2005

Im Juni 2007 unterschrieb Markus Kiesenebner einen Vertrag bei Lillestrøm SK in der norwegischen Tippeligaen.
Nach seinem Umzug nach Lillestrøm war Kiesenebner von Verletzungen geplagt. Nach noch einer Saison mit Verletzungen im Jahr 2008 kam es zu einer Vereinbarung zwischen den beiden Parteien und der Vertrag wurde aufgelöst. Zwei Monate danach unterzeichnete er einen Vertrag mit dem SCR Altach.
2009 beendete Markus Kiesenebner aufgrund einer schweren Knieverletzung seine aktive Karriere.

## Nationalmannschaft
Markus Kiesenebner spielte 16-mal für die österreichische U16-Nationalmannschaft und erzielte 3 Tore, 22-mal für die österreichische U18-Nationalmannschaft mit einem Tor und 21-mal für die österreichische U21-Nationalmannschaft mit 3 Treffern. Er machte sein Debüt für Österreichs A-Nationalmannschaft im April 2004 gegen Luxemburg, absolvierte 12 Länderspiele und erzielte ein Tor.

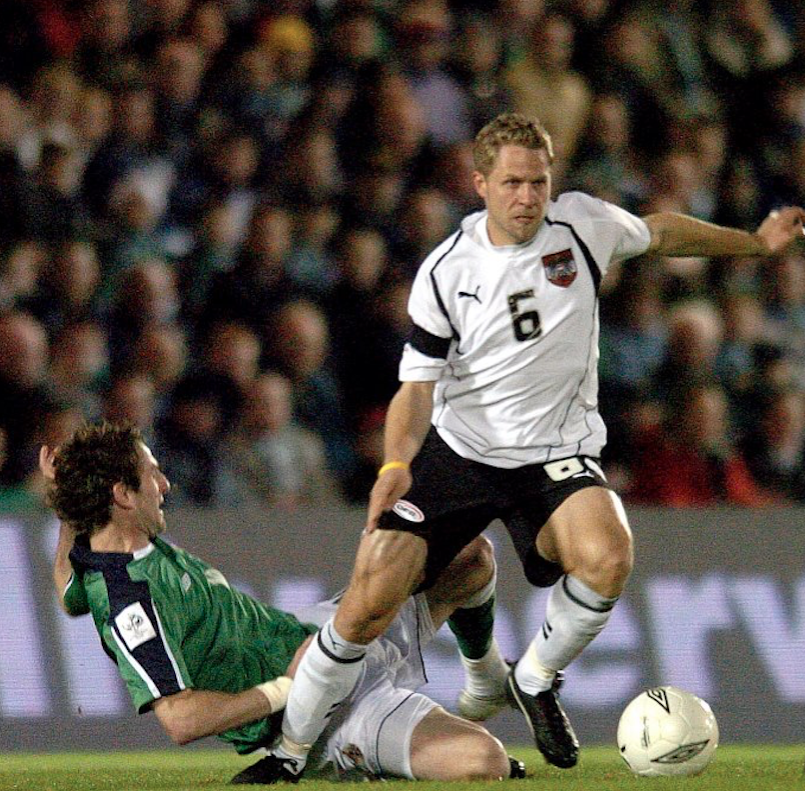
Österreichische Nationalmannschaft (Markus Kiesenebner 2004)

## Erfolge
- 1 × Viertelfinale UEFA-Cup: 2005
- 1 × Österreichischer Meister: 2006
- 3 × Österreichischer Cupsieger: 2005, 2006, 2007
- 1 × Norwegischer Cupsieger: 2007
- 1 × Österreichischer Supercup 2004/2005

## Business
Im Jahr 2009 gründete Markus Kiesenebner die MKI International Holding. MKI International Holding ist ein weltweit tätiges Unternehmen mit Sitz in den Vereinigten Arabischen Emiraten. MKI verwaltet ein umfangreiches Portfolio fokussiert auf Sportmanagement, Sportprojekte, Immobilien, Finanzinstrumente, Projekt-Investitionen, Luftverkehr, Kunstwerke, uvm. Markus Kiesenebner ist auch Mitglied des Vorstandes des Privaten Netzwerks Austria Independent Group. Im Jahr 2013 gründete Markus Kiesenebner auch seine eigene Marke mit dem Namen MK21.
| Personendaten    | Personendaten                    |
| ---------------- | -------------------------------- |
| NAME             | Kiesenebner, Markus              |
| KURZBESCHREIBUNG | österreichischer Fußballspieler  |
| GEBURTSDATUM     | 21. April 1979                   |
| GEBURTSORT       | Linz, Oberösterreich, Österreich |